# Maryborough (ort i Australien, Queensland)
Maryborough är en ort i Australien. Den ligger i kommunen Fraser Coast och delstaten Queensland, omkring 220 kilometer norr om delstatshuvudstaden Brisbane. Antalet invånare är 21 501.
Det finns inga andra samhällen i närheten. 
Omgivningarna runt Maryborough är en mosaik av jordbruksmark och naturlig växtlighet. Runt Maryborough är det ganska glesbefolkat, med 23 invånare per kvadratkilometer. Genomsnittlig årsnederbörd är 1 406 millimeter. Den regnigaste månaden är mars, med i genomsnitt 295 mm nederbörd, och den torraste är september, med 22 mm nederbörd.